# واکنش‌های بین‌المللی درباره جنگ داخلی سوریه
در این نوشتار مواضع واکنش‌های بین‌المللی دربارهٔ جنگ داخلی سوریه آورده شده‌است:

## مواضع کشورها و گروه‌ها

### ایران
آیت الله خامنه‌ای رهبر ایران در موضع‌گیری‌ای رسمی گفت:
موضع جمهوری اسلامی ایران در قبال سوریه، حمایت از هرگونه اصلاحات به نفع مردم این کشور و مخالفت با دخالت آمریکا و کشورهای دنباله رو آن، در مسائل داخلی سوریه‌است.
در ایران موضعگیری‌های متفاوتی نسبت به درگیری‌های سوریه نشان داده شده‌است. از طرفی گروه‌های اصلاح‌طلب، جنبش سبز و گروه‌های اپوزیسیون جمهوری اسلامی با صدور بیانیه‌هایی، همراهی خود با «انقلاب مردم سوریه» را نشان دادند و از طرف دیگر جمهوری اسلامی بر پشتیبانی خود از بشار اسد و حکومت فعلی ادامه داده‌است. فعالان جنبش سبز با ایجاد کمپین اسد باید برود از مردم سوریه پشتیبانی کردند. البته این حمایت‌ها در تغییر سیاست‌خارجی جمهوری اسلامی ایران نسبت به حکومت اسد تأثیری نداشت و در نهایت پشتیبانی جمهوری اسلامی ایران از بشار اسد سبب شد تا نیروی انتظامی ایران همراه با اسماعیل احمدی مقدم و احمدرضا رادان، فرمانده و جانشین فرمانده این نیرو، به اتهام کمک به دولت بشار اسد در سرکوب معترضان سوریه از سوی دولت آمریکا تحریم شوند.
مقامات آمریکایی نیز در روز ۲۳ دی ماه ۱۳۹۰ اعلام کردند که دولت جمهوری اسلامی ایران توسط قاسم سلیمانی، فرمانده نیروی قدس سپاه پاسداران انقلاب اسلامی برای کمک به سرکوب اعتراضات ضد حکومتی در سوریه، سلاح در اختیار دولت بشار اسد قرار می‌دهد.

آیت الله خامنه‌ای در مورد اعتراضات سوریه اعلام کرد:
امروز آمریکا برای شبیه‌سازی کاری که در مصر و در تونس و در یمن و در لیبی و امثال این‌ها انجام گرفته‌است، متوجه شده‌است که سوریه را - که در خط مقاومت است - دچار مشکل کند. ماهیت قضیه در سوریه با ماهیت قضیه در این کشورها متفاوت است. در این کشورها حرکت ضد آمریکا و ضد صهیونیسم بود، اما در سوریه دست آمریکا آشکار و مشهود است؛ صهیونیست‌ها دنبال قضیه هستند. ما نباید اشتباه کنیم. ما نباید معیار را فراموش کنیم. آنجائی که حرکت ضد آمریکا و ضد صهیونیسم است، آن حرکت، حرکت اصیل و مردمی است؛ آنجائی که شعارها به نفع آمریکا و صهیونیسم است، آنجا حرکت انحرافی است. ما این منطق را، این بیان را، این روشنگری را حفظ خواهیم کرد.
همچنین ایران درخواست میانجیگری میان گروه‌های مخالف و حکومت سوریه را مطرح کرد و فرمول تشکیل حکومتی با چهار وزیر از گروه‌های مخالف در مقابل انصراف از درخواست برکناری بشار اسد را پیشنهاد کرد که این پیشنهاد با مخالفت اخوان‌المسلمین سوریه مواجه شد.
اسماعیل قاآنی، جانشین فرمانده نیروی قدس سپاه، حضور نظامی ایران در سوریه را تأیید کرد و گفت این دخالت برای جلوگیری از «کشتار مردم» است.
اسماعیل قاآنی، به خبرگزاری ایسنا گفت: "نیروی قدس در سوریه «حضور مؤثر» دارد و با این حضور «به‌طور فیزیکی و غیرفیزیکی جلو کشتارهای بزرگ در سوریه گرفته شد»."
شورای ملی سوریه ۱۲ خرداد ۱۳۹۱، اعلام کرد که ایران «میلیاردها دلار پول از طریق بانک‌های لبنان و عراق» به حکومت بشار اسد می‌فرستد و «در تلاش برای افروختن شعله‌های جنگ در سوریه شریک جرم است».
محمود نبویان نماینده مجلس ایران، در ۲۳ بهمن ۹۲ گفت: «۱۵۰ هزار سوری را به ایران آوردیم و به آن‌ها آموزش نظامی دادیم و ۱۵۰ هزار نفر را همان‌جا آموزش داده و ۵۰ هزار نیروی حزب‌الله را به آن‌جا فرستادیم.» همچنین جواد کریمی قدوسی، عضو کمیسیون امنیت ملی ایران در ۱۲ آبان ۹۲ در مشهد گفت: «صدها گردان از ایران در سوریه وجود دارد، هر چند خبر پیروزی‌های ارتش سوریه را از زبان یک فرمانده سوری می‌شنوید، اما پشت پرده آن نیروهای ایرانی قرار دارند.» این سخنان، تکذیب رمضان شریف، مسئول روابط عمومی سپاه پاسداران را به دنبال داشت که گفت: «ایران هیچگونه گردان سازمانی در سوریه ندارد و تنها برای انتقال تجارب دفاعی خود به مدافعان این کشور حضور مستشاری دارد».
تا بهمن ماه ۹۲، مطابق آنچه به صورت رسمی اعلام شده‌است، دست کم ۱۵ نفر از اعضای سپاه پاسداران در سوریه کشته شده‌اند.
همچنین سپاه پاسداران به آموزش و اعزام اتباع خارجه مقیم ایران برای جنگ در سوریه می‌پردازد که از میان آن‌ها مطابق اعلان رسمی، تا آذر ۹۲، تعداد ۱۰ نفر از اتباع افغان در سوریه کشته و در ایران دفن شده‌اند.
در فروردین ۱۳۹۳ (آوریل ۲۰۱۴)، فرماندهٔ وقت نیروی هوایی سپاه پاسداران اعلام کرد که ایران مانع سقوط حکومت بشار اسد شده‌است.
در ۳۰ فروردین ۱۳۹۳ (۱۹ آوریل ۲۰۱۴) محمد پاکپور فرمانده نیروی زمینی سپاه پاسداران انقلاب اسلامی گفت: سپاه پاسداران در سوریه حضور نظامی ندارد بلکه حضور مستشاری دارد. وی حضور مستشاری سپاه پاسداران در سوریه را شکل‌گیری آنچه بسیج مردمی در کنار ارتش سوریه و برای مقابله با جریانات تکفیری نامید، دانست.
پس از آن نیکی هیلی، نماینده آمریکا در سازمان ملل متحد، روز ۲۳ آذر ۹۶، در یک نشست خبری بقایای موشکی را به خبرنگاران نشان داد که به گفته او، بقایای همان موشک بالیستیک پرتاب‌شده حوثی‌ها به سمت ریاض است و از عربستان سعودی به واشینگتن انتقال داده شده‌است. علی‌اکبر ولایتی، مشاور رهبر جمهوری اسلامی در امور بین‌الملل، روز چهارشنبه ۲۹ آذر با اعلام اینکه «به عراق، سوریه یا لبنان سلاح داده‌ایم تا در مقابل داعش و تروریست ایستادگی کنند» گفت که «جمهوری اسلامی ایران هیچ موشکی به یمن نداده‌است». سخنان علی اکبر ولایتی در مورد ارسال سلاح به کشورهایی مانند سوریه در شرایطی ابراز شده‌است که تاکنون مقام‌های جمهوری اسلامی ایران تأکید می‌کردند که کمک تهران به دمشق تنها به اعزام مستشار محمدود می‌شود.

### حماس
اسماعیل هنیه نخست‌وزیر فلسطین و از رهبران ارشد حماس در سخنرانی خود روز جمعه ۲۴ فوریه ۲۰۱۲ در مسجد الازهر قاهره به‌طور علنی از معترضان و مخالفان حکومت سوریه حمایت کرد؛ و ضمن به کار بردن لفظ نبرد حماسی مردم سوریه برای دموکراسی، آن را در خور ستایش دانست.
همزمان با سخنرانی هنیه در قاهره، یکی دیگری از اعضای ارشد حماس صلاح ال برداویل در سخنرانی خود در غزه ضمن حمایت از مردم سوریه اظهار کرد: «هیچ عامل سیاسی موجب نادیده گرفتن اتفاقات سوریه نمی‌شود.»

### ترکیه
رجب طیب اردوغان، نخست‌وزیر ترکیه در آوریل ۲۰۱۲ در سخنانی تهدید کرد که اگر سوریه آتش‌بس را نادیده بگیرد، آنکارا خود وارد عمل می‌شود. ترکیه صبورانه منتظر می‌ماند تا ببیند که آیا سوریه به آتش‌بس عمل می‌کند یا نه، اما اگر دمشق آتش‌بس را نادیده بگیرد ما آماده اقدام هستیم.
ترکیه که از مخالفان بشار اسد حمایت می‌کند، خواستار ایجاد یک «دالان بشردوستانه» در خاک سوریه شد که با توجه به مواضع دمشق بدون دخالت نظامی امکان‌پذیر نخواهد بود.
رجب طیب اردوغان، با دفاع از تشکیل یک «دالان بشردوستانه» در خاک سوریه در پارلمان این کشور گفته بود: «پدر بشار اسد برای اعمالش در این دنیا بازخواست نشد اما پسر او برای این کشتار حساب پس خواهد داد.»
ترکیه هم چنین سفیر ایران در آنکارا را به دلیل اظهارات مقام‌های ایرانی دربارهٔ کنفرانس گروه دوستان سوریه احضار کرد.
احمد داوود اغلو وزیر امور خارجه ترکیه در نشستی خبری در پایان کنفرانس گروه دوستان سوریه در استانبول گفت: «به نظام سوریه اجازه سوء استفاده از فرصت‌ها نمی‌دهیم. این آخرین فرصت است که به این نظام داده می‌شود.» احمد داوداغلو همچنین وضعیت سوریه را به وضعیت بوسنی تشبیه کرد و گفت: «در بوسنی جامعه جهانی بیش از اندازه تعلل کرد. از همین رو بسیاری از مردم کشته شدند. در سوریه جامعه جهانی نباید چنین تعللی از خود نشان دهد. باید بی‌درنگ اقدام کنیم.»

### القاعده
ایمن الظواهری، رهبر القاعده، از مخالفان بشار اسد در سوریه حمایت کرد. او در پیامی ویدئویی خطاب به مخالفان دولت سوریه گفت که به حمایت کشورهای عرب و غرب تکیه نکنند. او همچنین دولت سوریه را رژیمی سرطانی توصیف کرد که مردم آزاد سوریه را از پا درمی‌آورد.

## مواضع سازمان ملل متحد

### دبیرکل سازمان ملل متحد
- بان کی مون، دبیرکل سازمان ملل متحد، روز پنج‌شنبه ۸ اسفند ۱۳۹۲، در بیستمین سالگرد نسل‌کشی روآندا، جنگ سوریه را مشابه نسل‌کشی در روآندا خوانده و پاسخ جهان به آن را «شکست» و «شرم‌آور» توصیف کرد. وی هر دوی این اتفاقات را درگیری‌هایی توصیف کرد که جامعهٔ بین‌المللی در حل و فصل بحران‌های مرگبار آن شکست خورده‌است.

وی همچنین در تاریخ ۲۳ آوریل ۲۰۱۴ (۳ اردیبهشت ۱۳۹۳) در دومین گزارش ماهانهٔ خود، خواستار اقدام شورای امنیت برای پایان دادن به نقض قوانین بین‌المللی توسط هر دو طرف درگیر در بحران سوریه شد و به ۱۵ عضو شورای امنیت گفت که طرفین درگیر در جنگ سوریه، به درخواست این سازمان برای ارائه کمک‌های انسان‌دوستانه به این کشور عمل نکرده‌اند.
- روز چهارشنبه ۷ اوت ۲۰۱۹ رزماری دیکارلو، معاون سیاسی دبیرکل سازمان ملل متحد در نشست شورای امنیت سازمان ملل گفت: «در درگیری‌های سوریه از هشت سال پیش تاکنون بیش از ۱۰۰ هزار نفر بازداشت یا ناپدید شده‌اند.» وی به نقش حکومت سوریه اشاره کرد و گفت: «نقش حکومت سوریه در این اقدامات بیشتر است.»[۲۰]

### شورای امنیت سازمان ملل متحد
پس از اینکه اتحادیه عرب اعلام کرد که حضور بازرسان در سوریه بی فایده است، در شورای امنیت پس از پنج روز رایزنی، سرانجام در ۴ فوریه ۲۰۱۲ و پس از گذشت یازده ماه از خیزش سوریه، دولت‌های چین و روسیه با قطعنامه‌ای که پایان حکومت بشار اسد را خواسته بود مخالفت و آن را وتو کردند.
همچنین شورای امنیت سازمان ملل متحد در ۱۱ اسفند ۱۳۹۰ (۱ مارس ۲۰۱۲)، از دولت سوریه خواست فوراً به والری آموس نماینده این سازمان در کمک‌رسانی به آسیب دیدگان اجازه ورود به سوریه را بدهد.

### مجمع عمومی سازمان ملل متحد
مجمع عمومی سازمان ملل متحد در ۱۷ فوریه ۲۰۱۲، با تصویب قطعنامه‌ای یازده ماه سرکوبی معترضان در سوریه را محکوم کرد. قطعنامهٔ تصویب شده در مجمع عمومی از دولت بشار اسد می‌خواهد که ظرف ۱۵ روز طرح اتحادیهٔ عرب را اجرایی کند. اتحادیهٔ عرب خواستار کناره‌گیری بشار اسد از ریاست جمهوری و انتقال قدرت به معاونش بود. ۱۳۷ کشور که به این قطعنامه رأی مثبت دادند، خواستار پایان خشونت‌ها در سوریه شده‌اند. ۱۲ کشور از جمله ایران، روسیه، چین، کوبا، ونزوئلا و کره شمالی به این قطعنامه رأی منفی دادند.

### شورای حقوق بشر سازمان ملل متحد
شورای حقوق بشر سازمان ملل متحد در جلسه روز ۱۱ اسفند ۱۳۹۰ (۱ مارس ۲۰۱۲)، قطعنامه‌ای را تصویب کرد که در آن حکومت سوریه به خاطر «اقدام سازمان یافته در نقض گسترده حقوق بشر و خشونت علیه شهروندان غیرنظامی آن کشور» محکوم شد. این قطعنامه همچنین خواسته‌است که دولت سوریه به سازمان‌های امدادرسانی بین‌المللی امکان دسترسی کامل و کمک به کسانی را بدهد که به دلیل اقدامات نیروهای دولتی در شرایط دشواری قرار گرفته‌اند. پیش‌نویس این قطعنامه توسط ترکیه تهیه و در جلسه شورا مطرح شده بود و سی و هفت کشور به آن رأی مثبت و تنها سه کشور به آن رأی منفی دادند.

### نمایندهٔ ویژهٔ دبیرکل سازمان ملل متحد
رادیکا کوماراسوامی، نماینده ویژه دبیرکل سازمان ملل متحد در امور مربوط به کودکان در درگیری‌های مسلحانه، در گزارشی به تاریخ ۱۲ ژوئن ۲۰۱۲ میلادی، در مورد شرایط کودکان سوری در جریان خیزش مردم سوریه مدعی شد که کودکان سوری در بازداشتگاه‌های نیروهای امنیتی حکومت سوریه شکنجه و در جریان کشتار غیرنظامیان کشته می‌شوند. وی هم‌چنین نیروهای دولتی در سوریه را متهم کرد که «کودکان را مجبور می‌کنند تا روی تانک‌های ارتش سوار شوند تا مخالفان مسلح نتوانند به تانک‌ها حمله کنند».

### یونیسف
در ۱۱ مارس ۲۰۱۴، صندوق حمایت از کودکان سازمان ملل در گزارشی اعلام کرد تعداد کودکانی که در سومین سال جنگ در سوریه آسیب دیده‌اند، دو برابر شده، آمار کودکانی که از مارس سال قبل تحت تأثیر این جنگ قرار گرفته‌اند از دو میلیون به پنج میلیون و ۵۰۰ هزار نفر رسیده و حدود یک میلیون کودک در مناطق و شهرهای محاصره شده به غذا، دارو و کمک‌های بشردوستانه دسترسی ندارند. همچنین این صندوق خواستار پایان سریع خشونت‌ها و امکان دسترسی امدادگران به کودکانی شد که در شهرهای مناطق مختلف در محاصره بودند و در مورد شرایط آینده پنج و نیم میلیون کودک داخل سوریه یا در کمپ‌های پناهندگان در کشورهای همسایه هشدار داد.

#### برنامهٔ جهانی غذای سازمان ملل متحد
در آوریل ۲۰۱۴، برنامهٔ جهانی غذای سازمان ملل متحد هشدار داد که خشکسالی در سوریه جان میلیون‌ها تن از ساکنان این کشور را تهدید می‌کند و علاوه بر کمبود بودجه به دلیل نرسیدن پول از جانب کشورهای کمک‌کننده، جنگ شرایط بسیار سختی را برای ارسال کمک‌های غذایی به وجود آورده‌است.

## مواضع اتحادیه‌های منطقه ای

### موضع اتحادیهٔ اروپا
در تاریخ ۲۳ مه ۲۰۱۱، وزیران خارجهٔ کشورهای عضو اتحادیه اروپا، بشار اسد و ۹ شخصیت ارشد حکومت سوریه را به فهرست افراد تحریمی این کشور افزودند. اتحادیه اروپا حدود دو هفته پیش از آن نیز در مورد بلوکه کردن دارایی‌ها و ممنوعیت سفر ۱۳ مقام عالی‌رتبهٔ سوری از جمله بشار اسد توافق کرده بودند.

### مواضع اتحادیه عرب
اتحادیه عرب در ۱۲ نوامبر ۲۰۱۲ اعلام کرد تا زمانی که سوریه طرح اعراب را برای توقف سرکوب مرگبار مخالفان سیاسی اجرا نکند، هیئت سوری حق حضور در نشست‌های اتحادیه عرب را نخواهد داشت.
اتحادیه عرب در ۳۰ مارس ۲۰۱۲ نیز خواستار کناره‌گیری بشار اسد از قدرت شد. رهبران شرکت‌کننده در اجلاس عالی اتحادیه عرب خواستار اجرای فوری و کامل طرح صلح کوفی عنان برای پایان دادن به بحران سوریه شدند.